# Gérard Taillis
Gérard Taillis, né le 26 octobre 1912 à Canteleu et mort le 4 janvier 1997 à Gruchet-le-Valasse en Seine-Maritime, est un footballeur français.

## Carrière
Attaquant de taille modeste, évoluant généralement au poste d'ailier droit, Gérard Taillis réalise l'essentiel de sa carrière au FC Rouen, son club formateur, où il débute en même temps que Jean Nicolas et Roger Rio, en 1930. Il inscrit son premier but à 17 ans et 10 mois. En 1931-1932, alors que Rio et Nicolas s'installent en équipe de France, il semble qu'il soit approché également, mais sans qu'il n'honore finalement de sélection. Il joue par contre en équipe de France B en 1933.
Après trois titres d'affilée de champion de Division d'honneur de Normandie, il suit son club en championnat professionnel, en Division 2 à partir de 1933. En 1935, il est gravement blessé pendant son service militaire. Donné un temps perdu pour le football, il parvient à se rétablir et reprendre le cours de sa carrière. Il fait ses débuts en Division 1 avec son club en 1936, toujours auprès de ses compères d'attaque Nicolas et Rio. En 1938, il est finalement transféré au FC Dieppe, en Division 2. Le club connaît une saison très difficile et déclare finalement forfait pour les deux derniers matchs, ce qui a pour conséquence l'annulation de tous ses résultats de la saison.
Mobilisé lors de la Seconde Guerre mondiale, il est fait prisonnier et libéré en décembre 1941 après 18 mois de captivité. Il joue alors un peu avec la réserve du FC Rouen puis avec le GS Canteleu, le club de sa ville natale, en banlieue de Rouen. Il part en 1943 en Algérie, où il porte pendant au moins une saison le maillot de l'Olympique d'Hussein-Dey.
Après guerre, il est de retour dans l'encadrement du GS Canteleu.

## Statistiques
| Saison    | Club      | Championnat | Matchs | Buts |
| --------- | --------- | ----------- | ------ | ---- |
| 1930-1931 | FC Rouen  | DH          | ?      | 4    |
| 1931-1932 | FC Rouen  | DH          | ?      | 3    |
| 1932-1933 | FC Rouen  | DH          | 14     | 4    |
| 1933-1934 | FC Rouen  | D2          | 19     | 8    |
| 1934-1935 | FC Rouen  | D2          | 10     | 6    |
| 1935-1936 | FC Rouen  | D2          | 21     | 9    |
| 1936-1937 | FC Rouen  | D1          | 24     | 8    |
| 1937-1938 | FC Rouen  | D1          | 11     | 2    |
| 1938-1939 | FC Dieppe | D2          | ?      | ?    |